# 暗流涌动——中国新疆反恐挑战
暗流涌动——中国新疆反恐挑战（英语：The War in the Shadows: Challenges of Fighting Terrorism in Xinjiang）是中国国际电视台于2021年4月2日推出的第四部新疆反恐主题纪录片。该片时长55分钟。

## 章节与简介

### 误入歧途的人生
首次公开造成39名平民死亡、94人受伤的2014年乌鲁木齐公园北街早市暴力恐怖袭击案犯罪嫌疑人访谈。

### 来自内部的敌人
前政法委副书记希尔扎提·巴吾东作为“两面人”，向境外输送资金。

### 包藏祸心的教材
2003—2009年问题教材煽动民族仇恨。沙塔尔·沙吾提规避审核流程，毒害百万学生。

### 互联网中的威胁
境外组织制作暴恐音视频在新疆传播，警方截获加密宣传资料。